# Tväråkölen
Tväråkölen är ett naturreservat i Luleå kommun i Norrbottens län.
Området är naturskyddat sedan 2009 och är 0,9 kvadratkilometer stort. Reservatet omfattar de högre delarna av berget med detta namn. Reservatet består på toppen av hällmarkstallskog. I reservatet finns också klapperstensfält.